# Tomasz Brożyna
Tomasz Brożyna (Bieliny, 19 september 1970) is een voormalig Pools wielrenner.

## Belangrijkste overwinningen
1991
- Koers van de Olympische Solidariteit

1996
- Eindklassement Redlands Bicycle Classic
- Koers van de Olympische Solidariteit

1998
- Pools kampioen op de weg, Elite
- Koers van de Olympische Solidariteit

1999
- 9e etappe Vredeskoers
- Eindklassement Ronde van Polen
- Koers van de Olympische Solidariteit

2000
- Eindklassement Route du Sud

2004
- 2e etappe GP de Beauce
- Eindklassement GP de Beauce

## Resultaten in voornaamste wedstrijden
| Jaar | Ronde van Italië | Ronde van Frankrijk | Ronde van Spanje |
| ---- | ---------------- | ------------------- | ---------------- |
| 2000 | 39e              |                     | 53e              |
| 2001 |                  | 21e                 |                  |
| 2002 |                  |                     |                  |
| 2003 | 31e              |                     |                  |

| Jaar | Milaan-San Remo | Amstel Gold Race | Luik-Bast.‑Luik |  | WK op de weg |
| ---- | --------------- | ---------------- | --------------- |  | ------------ |
| 2000 | 144e            |                  | 52e             |  |              |
| 2001 |                 |                  | 47e             |  |              |
| 2002 | 98e             | 40e              | 60e             |  | 90e          |
| 2003 |                 |                  |                 |  |              |

Baker ·
Baranowski ·
Brożyna ·
Engleman ·
Gerlach · 
Gragus · 
Hamilton · 
Hampsten · 
Jemison · 
Lupeikis · 
Reiss ·
Teutenberg · 
Sheehan · 
Villatoro
Baffi ·
Baker ·
Baranowski ·
Brożyna ·
Deramé ·
Gragus · 
Hamilton · 
Hincapie · 
Jekimov · 
Jemison · 
Lupeikis ·
Meinert-Nielsen · 
Mercier ·
Reiss ·
Robin ·
Teutenberg · 
Villatoro ·
Almansa (stagiair)
Arrieta ·
Baranowski ·
Barbosa ·
Benito ·
Brożyna ·
Bruseghin ·
García ·
Garmendia ·
E. Jiménez ·
J. M. Jiménez ·
Lastras ·
Latasa ·
Mancebo ·
Mensjov ·
Navas ·
Odriozola ·
A. Osa ·
U. Osa ·
Piepoli ·
Rodrigues ·
Solaun ·
Zülle ·
Bru (stagiair) ·
Gil (stagiair) ·
Zandio (stagiair) 
Arrieta ·
Baranowski ·
Barbosa ·
Benito ·
Blanco ·
Brożyna ·
Bruseghin ·
Domínguez ·
A. García ·
J. V. García ·
Gil ·
E. Jiménez ·
J. M. Jiménez ·
Lastras ·
Latasa ·
Mancebo ·
Mensjov ·
Mercado ·
Navas ·
Odriozola ·
A. Osa ·
U. Osa ·
Pascual ·
Piepoli ·
Plaza ·
Solaun ·
Vila ·
Zandio
Arrieta ·
Baranowski ·
Blanco ·
Brożyna ·
Bruseghin ·
Flecha ·
A. García ·
J. V. García ·
Gil ·
Gutiérrez ·
E. Jiménez ·
J. M. Jiménez ·
Lastras ·
Latasa ·
Mancebo ·
Mensjov ·
Mercado ·
Navas ·
Odriozola ·
A. Osa ·
U. Osa ·
Pascual ·
Piepoli ·
Plaza ·
Vila ·
Zandio